# Bitwa pod La Trinidad
Bitwa pod La Trinidad – starcie zbrojne, które miało miejsce 11 listopada 1827 w trakcie wojny domowej w Hondurasie (1826–1829).
W roku 1827 Honduras wszedł w skład federacji państw Ameryki Środkowej. Po opracowaniu projektu konstytucji postulującej federalną formę państwa doszło w Hondurasie do interwencji państw konserwatywnych: Salwadoru oraz Gwatemali. Oddział liczący 600 ludzi dowodzony przez płk. Justo Millę rozpoczął aresztowania liberałów. 
W październiku 1827 r. działacz-liberał Francisco Morazán zorganizował oddział 500 ochotników z którymi pomaszerował na Sabanagrande. Następnie na czele 250 ludzi wyruszył w góry stając obozem w okolicy miasta La Trinidad. Naprzeciwko liberałów wyruszył wówczas płk. Milla, którego oddziały ostrzelały w dniu 11 listopada pozycje Morazána na wzgórzach. Wkrótce wojska konserwatystów rozpoczęły szturm, który zakończył się zdobyciem pozycji liberałów. Sukces Milli trwał krótko, gdyż gwałtowny kontratak liberałów wyparł przeważającego liczebnie wroga do pobliskiej doliny, gdzie stał się łatwym celem dla strzelców  Morazána. W tej sytuacji wojska Milli zmuszone zostały do ucieczki. Pobici konserwatyści utracili 40 zabitych i 12 rannych.